# The Floral Art of Japan
The Floral Art of Japanは、イギリス人建築家ジョサイア・コンドルによる、いけばな紹介書である。日本語訳書は『美しい日本のいけばな』。
本書は、「御雇外国人」として明治10年に、工部大学校（現・東京大学工学部）の造家学（建築学）教師として来日招聘されたコンドルが、いけばなの歴史・様式・美学を西洋に紹介する目的で執筆したものであり、当時の欧米における日本文化理解に影響を与えた文献の一つである。

## 内容
本書では、いけばなの起源、宗教的背景、流派の成立と変遷、技法や器物の解説が章立てで展開されており、図版や写真も豊富に収録されている。図版の多くは、江戸時代のいけばな書から書き写されたエッチングをもとにしており、花器の図や作例、花形図などが含まれる。
とくに当時人気を博していた遠州流の図版を多く採用しており、"In the present work the Enshiu style has been cheifly followed, this being the most elaborate and one of the most popular of the more modern styles,but numerous illustrations have been taken from compositions of other Schools." (最も入念に練り上げられた遠州流に、現在人気があるところから、この書では遠州流を主に取り上げてきたが、他の流派の構成からも数多くの図例を取り入れている）と記されている。
本書は以下のような章立てで構成されている。序章「日本の花」では、いけばなの背景にある日本の自然観や、四季折々を代表する花について述べられている。続く「花の挿し方」では、月ごとの年中行事に用いられる花材や、その取り合わせの禁忌について解説している。
「歴史と理論」では、室町時代から江戸、明治に至るいけばなの歴史的展開が記されており、その後の章では、具体的な花材の選び方や花器の種類・使い方について詳細に説明されている。「室内における花の飾り方」では、室内空間における花の設置位置や、空間との調和についても触れられている。
また、「行事と作法」では、正月をはじめとする五節句の花飾りのほか、結婚式、誕生祝い、月見、和歌会、聞香会など、さまざまな行事における花の取り合わせについても記述されている。

## 評価
『The Floral Art of Japan』は、刊行当時のイギリスにおいて、美術・園芸・東洋文化に関心をもつ層から高い評価を受けた。
初版（1891年）は在日英国人社会の英字新聞『The Japan Weekly Mail』で繰り返し紹介され、好意的な書評が掲載された。この反響を受け、著者は内容を増補・改訂し、1899年に『The Floral Art of Japan』として再刊行した。
改訂版はロンドンの文芸誌『The Academy』でも紹介され、美術雑誌『The Studio』1897年10月号には、著者コンドル自身による寄稿記事「Japanese Flower Arrangement」が掲載された。この記事では、本書の内容を踏まえていけばなの歴史や流派を紹介しており、当時の英国の美術愛好家に東洋芸術への関心を喚起した。
また、園芸専門誌『The Gardeners’ Chronicle』は1901年11月号において、本書からの記述を引用し、日本の牡丹文化を解説する文脈で活用している。このことから、本書は芸術・美術の文脈にとどまらず、園芸・植物文化に関する信頼ある資料としても扱われていたことが分かる。
当時の読者層は、日本美術や庭園文化に関心を寄せる教養層や専門家が中心であり、大英博物館やキューガーデン関係者、東洋美術収集家、またボストンのガードナー美術館などでも本書が収集されている。豪華な彩色図版とともに、西洋におけるいけばな理解の嚆矢として位置付けられた。
ヴィクトリア朝後期からエドワード朝初期の英国社会では、日本美術・装飾芸術に対する関心（いわゆるジャポニスム）が高まりを見せており、本書はその中で生け花を「美術」として西洋に紹介する画期的な著作と受け止められた。
現在も学術・美術・園芸の各分野において、19世紀末の日本文化紹介を代表する文献として評価され続けている。

## 日本語訳
- 著者：ジョサイア・コンドル
- 訳者：工藤恭子
- 出版社：講談社インターナショナル
- 発行年：1999年
- ISBN：4062096676